# Succinea guamensis
Succinea guamensis е вид коремоного от семейство Succineidae.

## Разпространение
Видът е разпространен в Гуам.